# Aissa Edon
Aissa Edon (geb. ca. 1981) ist eine Hebamme aus Mali. Sie lebt in London und ist bekannt als Aktivistin gegen Weibliche Genitalverstümmelung (female genital mutilation, FGM). Seit 2016 arbeitet sie mit Opfern von FGM in der Schweiz, Frankreich, Belgien und Großbritannien. 2014 gründete sie die Stiftung The Hope Clinic, die das Bewusstsein für FGM schärft und betroffenen Frauen hilft. 2016 wurde sie vom Royal College of Nursing mit einem Mary Seacole Scholar Award ausgezeichnet, und war 2015 eine der BBC’s 100 Women.
Edon wurde im Alter von 6 Jahren selbst Opfer einer Genitalverstümmelung und spricht öffentlich über ihre Gewalterfahrung. Von einer französischen Familie adoptiert, konnte sie sich um die Komplikationen kümmern, darunter psychische Probleme, Harnwegsinfektionen und chronische Schmerzen.